# アンナ・ヴィクトリア・フォン・ザヴォイエン
マリア・アンナ・ヴィクトリア・フォン・ザヴォイエン（Maria Anna Victoria von Savoyen, 1683年9月13日 - 1763年10月11日）は、神聖ローマ皇帝（ハプスブルク帝国）軍の元帥オイゲン・フォン・ザヴォイエンの姪で、その遺産相続人。フランス語名はマリー＝アンヌ＝ヴィクトワール・ド・サヴォワ（Marie-Anne-Victoire de Savoie）。

## 生涯
フランス王室の縁戚であったソワソン伯ルイ＝トーマとその妻ウラニー・ド・ラ・クロート・ド・シャンテラック（1655年 - 1717年）の間の第1子・長女。フランス宮廷では「ソワソン姫（Mademoiselle de Soissons）」と呼ばれた。両親の結婚が身分違いの結婚と見なされたことで、父はフランス宮廷からの世襲の官職や収入を失い、やがて王の怒りを買って軍籍をも剥奪された。そのため息子たちと共に弟オイゲンの所属する皇帝軍に移り、スペイン継承戦争開始後間もない1702年にランダウ包囲戦で戦死している。残された家族の生活は困窮を極めた。
アンナ・ヴィクトリアはその長い前半生を女子修道院で過ごした。彼女は不器量なことで知られ、叔父オイゲン公子は生涯一度もこの姪と顔を合わせようとしなかった。オイゲン公子は、元々は同名の甥孫ヨハネス・フランツ・オイゲン（アンナ・ヴィクトリアの甥）に遺産を全て譲るつもりだったが、彼が1734年に20歳の若さで亡くなった後、新しい遺言書を作成しないまま、自身も1736年に死去した。そのため、叔父の存命する唯一の近親者となっていた52歳のアンナ・ヴィクトリアが、およそ200万グルデンと見積もられる城や宮殿、所領、著名な蔵書と絵画のコレクションを自動的に受け継ぎ、突如として欧州で最も富裕な女性の1人となった。
1738年4月18日、54歳のヴィクトリアは20歳年下のザクセン＝ヒルトブルクハウゼン公子ヨーゼフ・フリードリヒとパリで結婚した。この結婚はあからさまに金目当てのもので、ウィーン宮廷ではスキャンダルとして取り沙汰された。ヨーゼフは公爵家の末子で、皇帝軍に砲兵中将として仕え、美男子としてウィーン宮廷の寵児となっていた人物だった。ヴィクトリアは若い夫に朝の贈り物（婚資）として即金30万マルクとニーダーエスターライヒ州のホーフ城の所有権を渡した。ヨーゼフは大変な浪費家で、ヴィクトリアは夫に金を工面しようと、叔父の遺した金目の物を片端から競売にかけたりただ同然で投げ売りしたりするようになった。やがて夫婦仲は冷え、2人は1752年に離婚した。ヴィクトリアは1763年、脳卒中を起こし80歳で死んだ。
ヴィクトリアが叔父から相続した遺産のうち、蔵書コレクションの多くは皇帝カール6世が、城・宮殿はその娘のマリア・テレジア皇后が順次買い上げた。絵画コレクションの多くはサヴォイア家宗家が購入したが、フランス革命戦争期に散逸した。

## 引用
1. 1 2 3  山之内、P42
2. 1 2  マッケイ、P269
3. 1 2  マッケイ、P325